# Otto Sendtner
Otto Sendtner (Múnich, 27 de junio de 1813-Erlangen, 21 de abril de 1859) fue un botánico, ecólogo y profesor universitario bávaro.

## Biografía
Sendtner estudió en la Universidad de Múnich Ciencias Naturales, quien más lo influenció fue el profesor Karl Friedrich Schimper
En 1837 se desempeñó como secretario privado de un empresario en Silesia, estudiando en ese tiempo la flora criptógama de los Sudetes.
En 1841 fue nombrado curador en el ducado de Leuchtenbergsche, en su jardín botánico, en Eichstätt.
En 1843 Sendtner hizo una expedición para recolectar en Istria y en Tirol, y en 1847 en Bosnia. En esa época, también realizó investigaciones sobre fitogeografía del sur de Baviera.
En 1854 se convirtió en profesor asociado, con la aceptación de Karl Wilhelm von Nägeli. En 1857 se le designó la segunda cátedra de botánica. También fue nombrado 1.er curador del Herbario de la Universidad de Múnich.
Sendtner puso suma atención acerca de clarificar las ideas sobre biogeografía, p. ej., sobre las nociones de localidad, región y zona. Caracterizó los estratos de vegetación tomando en cuenta la dispersión vertical de especies botánicas diagnósticas.

## Algunas obras
- "Die Vegetationsverhältnisse Südbayerns nach den Grundsätzen der Pflanzengeographie und mit Bezugnahme auf die Landeskultur" (Las Relaciones de Vegetación del sur de Baviera, teniendo en cuenta los Principios de la Fitogeografía y las Referencias de la Flora Regional). Múnich 1854. 941 pp.
- "Die Vegetationsverhältnisse des Bayerischen Waldes nach den Grundsätzen der Pflanzengeographie" ( Las Relaciones de Vegetación de los Bosques Bávaros y la Fitogeografía). Múnich 1860. 505 pp.

- La abreviatura «Sendtn.» se emplea para indicar a Otto Sendtner como autoridad en la descripción y clasificación científica de los vegetales.[1]

Su obra de catalogación, identificación y nombramiento de nuevas especies supuso un esfuerzo enorme, en IPNI se resguardan 396 registros que publicaba habituamente en Fl. Bras. (Martius), Solanaceae Newslett., Acta Bot. Neerl., Monog. Callit., Rev. Gen. Pl., Folia Geobot. et Phytotax., Praga.

## Fuente
- Sendtner, Otto“ en: Allgemeine Deutsche Biographie. Publicado por la Comisión Histórica de la Academia de Ciencias de Baviera, tomo 34 (1892), Desde la página 7, texto completo edición digital en Wikisource, URL: http://de.wikisource.org/w/index.php?title=ADB:Sendtner,_Otto&oldid=446345 (versión 2 febrero de 2009)